# 主帳
主帳（しゅちょう）は、日本の律令制における官職の一つである。

## 概要
郡においては郡司の一で、四等官（大領・少領・主政・主帳）の4番目、主典にあたる。大郡には3人、上郡には2人、中郡・下郡・小郡には1人がおかれた。
軍団においては、大毅・少毅などの軍毅に次ぐ。記録計算を掌った。
ともに終身官であった。